# Derek Waters
Derek Waters (Baltimore, 30 de julho de 1979) é um ator, humorista e escritor norte-americano. Como reconhecimento, foi indicado ao Primetime Emmy Awards 2019.